# Bellatheta albimontis
Bellatheta albimontis – gatunek chrząszcza z rodziny kusakowatych i podrodziny Aleocharinae.
Gatunek ten opisany został w 2015 roku przez Volkera Assinga na podstawie 4 okazów odłowionych w południowo-zachodniej części greckiej gminy Chania w 2014 roku.
Chrząszcz o ciele długości od 2,2 do 2,5 mm, ubarwiony czarniawobrązowo z brązowymi do ciemnobrązowych przedpleczem i pokrywami oraz żółtawymi odnóżami. Czułki są żółtawe, ale powyżej trzeciego członu przyciemnione. Lekko poprzeczną głowę oraz niewiele szersze niż dłuższe, trapezowate przedplecze zdobi rozproszone punktowanie i prawie niezauważalna, siateczkowata mikrorzeźba. Owłosienie w linii środkowej przedplecza skierowane jest w przód, a po jej bokach mniej lub bardziej poprzecznie w kierunku zewnętrznym. Połowę krótsze od przedplecza pokrywy są delikatnie punktowane. Siateczka mikrorzeźby na odwłoku jest wyraźna, za to punktowanie ledwo widoczne. Ósmy tergit u obu płci jest mocno wypukły. Samiec ma edeagus o środkowym płacie długości około 0,3 mm oraz głęboko rozdwojonym i w widoku bocznym równomiernie zakrzywionym wyrostku brzusznym.
Owad palearktyczny, endemiczny dla Krety. Spotykany w ściółce i pod śniegiem, na wysokości 1590 m n.p.m. Współwystępuje z Boreaphilus meybohmi i Tectusa callicera.